# Secrétariat d'État à l'Éducation (Espagne)
Le secrétariat d'État à l'Éducation d'Espagne (en espagnol : Secretaría de Estado de Educación) est le secrétariat d'État chargé de l'enseignement.
Il relève du ministère de l'Éducation, de la Formation professionnelle et des Sports.

## Missions

### Fonctions
Le secrétariat d'État à l'Éducation est l'organe supérieur du ministère de l'Éducation, de la Formation professionnelle et des Sports auquel il revient de proposer et mettre en œuvre la politique gouvernementale en matière de :
- direction suprême des compétences attribuées au ministère en termes d'éducation non universitaire, sans porter atteinte aux compétences du secrétariat général de la Formation professionnelle ;
- organisation, évaluation et innovation des enseignements qui composent le système éducatif espagnol, ce qui correspond à tous les enseignements du système éducatif sauf l'enseignement universitaire et les enseignements professionnels, et sans porter atteinte aux compétences du Conseil supérieur des Sports (CSD) en matière d'enseignement sportifs ;
- respect des obligations des pouvoirs publics en termes d'éducation différente à l'éducation universitaire et à la formation professionnelle, d'innovation éducative et de développement de l'égalité des chances dans l'accès à l'éducation ;
- programmation et gestion de l'enseignement, et de développement et diffusion des orientations éducatives liées à la règlementation en vigueur ;
- conception, planification et direction de la politique de bourses et aides à l'étude, en lien avec le ministère de l'Enseignement supérieur ;
- promotion des politiques d'égalité, de coéducation, de non-discrimination et d'accessibilité universelle ;
- impulsion et coordination des relations avec les communautés autonomes et les corporations locales ;
- haute inspection de l'État, conformément à la législation en vigueur ;
- élaboration des propositions de dispositions à visée générale en matière d'éducation ;
- direction des relations internationales en matière d'éducation non universitaire et suivi des actions dérivées du droit de l'Union européenne, ainsi que la planification de l'administration éducative espagnole à l'étranger et la gestion des centres espagnols nationaux d'enseignement implantés en dehors du territoire national ;
- gestion des programmes d'opérations cofinancés par le Fonds social européen dans le domaine de l'éducation non universitaire et de formation professionnelle ;
- établissement des directives relatives à la gestion du personnel enseignant, excepté celui affecté à l'enseignement universitaire.

### Organisation
Le secrétariat d’État s'organise de la manière suivante : 
- Secrétariat d'État à l'Éducation (Secretaría de Estado de Educación) ;
  - Direction générale de l'Évaluation et de la Coopération territoriale ;
    - Sous-direction générale de l'Aménagement académique ;
    - Sous-direction générale de la Coopération territoriale et de l'Innovation éducative ;
    - Institut national de l'évaluation éducative ;
    - Institut national des technologies éducatives et de la formation du corps enseignant ;

  - Direction générale de la Planification et de la Gestion éducative ;
    - Sous-direction générale des Bourses, des Aides aux études et de la Promotion éducative ;
    - Unité de l'Action éducative extérieure ;
    - Sous-direction générale des Centres et des Programmes ;
    - Sous-direction générale de l'Inspection de l'éducation.

## Titulaires
| Titulaire                                     | Titulaire                 | Début      | Fin         | Parti | Ministre de l'Éducation                                            |
| --------------------------------------------- | ------------------------- | ---------- | ----------- | ----- | ------------------------------------------------------------------ |
|                                               | Alfredo Pérez Rubalcaba   | 30/07/1988 | 27/06/1992  | PSOE  | Javier Solana                                                      |
|                                               | Álvaro Marchesi Ullastres | 07/07/1992 | 11/05/1996  | Sans  | Alfredo Pérez Rubalcaba Gustavo Suárez Pertierra Jerónimo Saavedra |
|                                               |                           |            |             |       |                                                                    |
|                                               | Jorge Fernández Díaz      | 23/01/1999 | 06/05/2000  | PP    | Mariano Rajoy                                                      |
|                                               | Julio Iglesias de Ussel   | 06/05/2000 | 20/04/2004  | PP    | Pilar del Castillo                                                 |
|                                               |                           |            |             |       |                                                                    |
|                                               | Eva Almunia               | 15/04/2008 | 25/10/2010  | PSOE  | Mercedes Cabrera Ángel Gabilondo                                   |
|                                               | Mario Bedera              | 06/11/2010 | 24/12/2011  | PSOE  | Ángel Gabilondo                                                    |
|                                               | Montserrat Gomendio       | 14/01/2012 | 30/05/2015  | Sans  | José Ignacio Wert                                                  |
|                                               | Marcial Marín             | 04/07/2015 | 19/06/2018  | PP    | Íñigo Méndez de Vigo                                               |
|                                               | Alejandro Tiana           | 19/06/2018 | 01/06/2022  | Sans  | Isabel Celaá Pilar Alegría                                         |
|                                               | José Manuel Bar Cendón    | 01/06/2022 | En fonction | PSOE  | Pilar Alegría                                                      |
| Titres successifs : - Depuis 2020 : Éducation |                           |            |             |       |                                                                    |